# Округ Рузвелт (Монтана)
Рузвелт (енгл. Roosevelt County) је округ у америчкој савезној држави Монтана.

## Демографија
По попису из 2010. године број становника је 10.425, што је 195 (-1,8%) становника мање него 2000. године.
| Група             | 2000.         | 2010.         |
| Белци             | 4.331 (40,8%) | 3.709 (35,6%) |
| Афроамериканци    | 5 (0,0%)      | 13 (0,1%)     |
| Азијати           | 46 (0,4%)     | 45 (0,4%)     |
| Хиспаноамериканци | 131 (1,2%)    | 132 (1,3%)    |
| Укупно            | 10.620        | 10.425        |